# Malá Losenice
Malá Losenice (německy Klein Loßenitz) je obec v okrese Žďár nad Sázavou v Kraji Vysočina. Žije zde 272 obyvatel.

## Historie
První písemná zmínka o vesnici pochází z roku 1352.

## Přírodní poměry
Vesnice leží na hranici chráněné krajinné oblasti Žďárské vrchy. Severovýchodně od ní se nachází přírodní rezervace Branty.

## Obyvatelstvo
| Rok            | 1869 | 1880 | 1890 | 1900 | 1910 | 1921 | 1930 | 1950 | 1961 | 1970 | 1980 | 1991 | 2001 | 2011 | 2021 |
| -------------- | ---- | ---- | ---- | ---- | ---- | ---- | ---- | ---- | ---- | ---- | ---- | ---- | ---- | ---- | ---- |
| Počet obyvatel | 541  | 616  | 601  | 567  | 538  | 526  | 479  | 389  | 389  | 383  | 349  | 300  | 290  | 255  | 258  |
| Počet domů     | 78   | 77   | 79   | 82   | 81   | 85   | 96   | 103  | 101  | 93   | 90   | 107  | 108  | 108  | 111  |

## Obecní správa

### Obecní symboly
Znak a vlajka byly obci uděleny rozhodnutím předsedy Poslanecké sněmovny Parlamentu České republiky dne 5. října 2004.

## Školství
- Mateřská škola Malá Losenice

## Pamětihodnosti
- Kříž na návsi
- Kaple Nanebevzetí Panny Marie